# R.I.O.
R.I.O. – niemiecki projekt muzyki dance, założony w 2007 roku. Jego członkowie to: Manuel Reuter (DJ Manian),  Yann Peifer (Yanou). Do roku 2012 członkiem grupy był również raper/piosenkarz Neal Antone Dyer (Tony T). DJ Manian oraz Yanou wcześniej występowali m.in.: w zespole Cascada. W 2008 roku zespół wylansował hit "Shine On".

## Dyskografia

### Albumów

#### Albumy studyjne
- 2010: Shine On (The Album)
- 2011: Sunshine
- 2011: Turn This Club Around
- 2012: Turn This Club Around (Deluxe Edition)
- 2013: Ready or Not

#### Compilations
- 2012: Greatest Hits

### Singles

#### niż wiodącego artysty
- 2007: De Janeiro / R.I.O.
- 2008: Shine On
- 2008: When the Sun Comes Down
- 2009: After the Love
- 2009: Serenade
- 2010: Something About You / Watching You (feat. Liz Kay)
- 2010: One Heart
- 2010: Hot Girl
- 2011: Like I Love You
- 2011: Miss Sunshine
- 2011: One More Night
- 2011: Turn This Club Around (feat. U-Jean)
- 2011: Animal (feat. U-Jean)
- 2012: Party Shaker (feat. Nicco)
- 2012: Summer Jam (feat. U-Jean)
- 2013: Living in Stereo (feat. Howard Glasford)
- 2013: Ready or Not (feat. U-Jean)
- 2013: Komodo (Hard Nights) (feat. U-Jean)

#### niż featured artist
- 2011: Night Nurse (Cascada feat. R.I.O.)

## Remixy
- 2008: Manian - Turn the Tide 2k8 (R.I.O Remix)
- 2009: Yanou ft Anita Davis - Brighter Day (R.I.O Remix)
- 2012: ItaloBrothers - My Life is a Party (R.I.O. Edit)